# Station Kraków Mydlniki
Station Kraków Mydlniki is een spoorwegstation in de Poolse plaats Krakau.